# Radzieje Węgorzewskie
Radzieje Węgorzewskie – przystanek osobowy w Radziejach na linii kolejowej nr 259, w województwie warmińsko-mazurskim, w powiecie węgorzewskim, w Polsce.

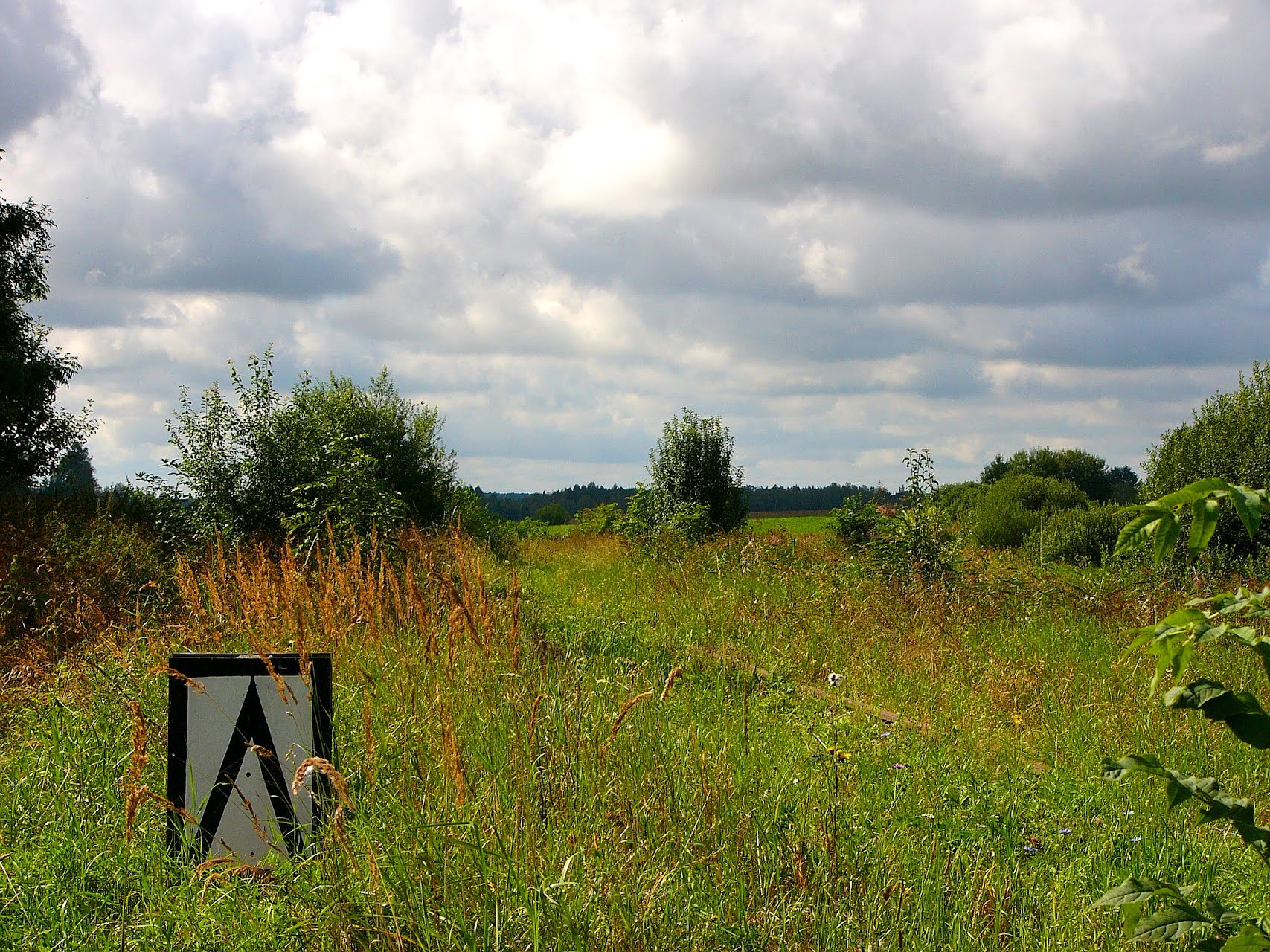
Zarośnięty tor linii kolejowej nr 259 w Radziejach